# اندری تیشچنکو
اندری تیشچنکو (اوکراینی: Андрій Несторович Тищенко؛ زادهٔ ۳ آوریل ۱۹۶۰) قایقران روئینگ اهل اوکراین است.